# Gruppo topologico
In algebra astratta, un gruppo topologico è un gruppo dotato di una struttura topologica, rispetto alla quale le operazioni di gruppo sono funzioni continue. Un gruppo topologico presenta quindi due diverse strutture matematiche, una di tipo topologico e una di tipo algebrico che interagiscono tra loro.
Tra i più importanti gruppi topologici va annoverato l'insieme dei numeri reali dotato della usuale topologia derivante dalla distanza euclidea e dell'operazione di addizione. È comunque sempre possibile dotare un qualunque gruppo della topologia discreta, rendendolo così un gruppo topologico (gruppo topologico discreto).

## Definizione formale
Un gruppo topologico è uno spazio topologico e un gruppo dotato di un'operazione binaria tale che le funzioni (in notazione moltiplicativa):
{\displaystyle {\begin{matrix}f:&G\times G&\rightarrow &G\\&(x,y)&\mapsto &xy\end{matrix}}}
e
{\displaystyle {\begin{matrix}g:&G&\rightarrow &G\\&x&\mapsto &x^{-1}\end{matrix}}}
sono continue. Queste condizioni equivalgono a richiedere che la funzione {\displaystyle \phi (x,y)=xy^{-1}} sia continua.

## Omeomorfismi e isomorfismi
Un omomorfismo continuo tra due gruppi topologici è detto omeomorfismo tra i gruppi topologici.
Un isomorfismo tra gruppi topologici è invece un isomorfismo di gruppi che è anche un omeomorfismo tra spazi topologici. Questa condizione è più forte di quella di isomorfismo continuo (in quanto richiede che anche la funzione inversa sia continua). Esistono infatti casi di gruppi topologici che sono isomorfi come gruppi ma non come gruppi topologici. Ad esempio, ad un gruppo topologico dotato di topologia non discreta, può essere associata anche la topologia discreta, generando così un differente gruppo topologico con il medesimo supporto. I due gruppi topologici sono identici dal punto di vista della struttura di gruppo, ma non possono essere omeomorfi.
I gruppi topologici con i loro omomorfismi formano una categoria. Essi possono anche essere considerati come un'estensione del concetto di gruppo dalla categoria degli insiemi a quella degli spazi topologici.

## Sottogruppi topologici e gruppi quoziente
Un sottogruppo di un gruppo topologico è anch'esso un gruppo topologico, se viene dotato della topologia indotta dal gruppo che lo contiene. Inoltre, la chiusura di un sottogruppo è anch'essa un sottogruppo; se il sottogruppo è normale, lo è anche la sua chiusura.
Se {\displaystyle H\ } è un sottogruppo normale di {\displaystyle G\ }, il gruppo quoziente {\displaystyle G/H} è un gruppo topologico se dotato della rispettiva topologia quoziente.
Gli usuali teoremi sugli isomorfismi non sono immediatamente estensibili ai gruppi topologici, a meno di richiedere delle condizioni supplementari. Ad esempio, per il primo teorema sugli isomorfismi, dato un omomorfismo di gruppi {\displaystyle f:G\rightarrow H}, l'isomorfismo tra {\displaystyle G/\ker(f)} e {\displaystyle \mathrm {Im} (f)}, intesi come gruppi topologici, vale solo se la mappa {\displaystyle f:G\rightarrow f(G)} è aperta.

## Assiomi di separazione
Un gruppo topologico {\displaystyle G\ } è di Hausdorff se e solo se il sottogruppo banale formato dal solo elemento neutro è chiuso. Alcuni autori richiedono che questa condizione sia inclusa nella condizione di sottogruppo; è comunque sempre possibile rendere il gruppo di Hausdorff se si passa al quoziente {\displaystyle G/K}, dove {\displaystyle K\ } è la chiusura del gruppo banale. In effetti, questa condizione non è molto restrittiva, in quanto ogni sottogruppo per cui vale l'assioma T0 è certamente almeno T3½.
Un'altra condizione normalmente richiesta è quella di considerare sottogruppi chiusi, in quanto il gruppo quoziente generato da un sottogruppo non chiuso non è T0, indipendentemente dal gruppo originario.

## Compattezza
Un gruppo topologico compatto può essere considerato come una generalizzazione del concetto di gruppo finito, in particolare per quanto riguarda la teoria della rappresentazione dei gruppi. Analogamente i gruppi localmente compatti estendono i gruppi numerabili.
Le simmetrie globali e i gruppi di gauge sono esempi di gruppi compatti.

## Esempi
- I gruppi additivi di tutti gli spazi vettoriali topologici sono gruppi topologici;
- i gruppi di Lie sono gruppi topologici localmente compatti;
- l'insieme dei numeri razionali {\displaystyle \mathbb {Q} }, dotato della topologia indotta da {\displaystyle \mathbb {R} } è uno spazio topologico che non è un gruppo di Lie;